# Xã Round Grove, Quận Livingston, Illinois
Xã Round Grove (tiếng Anh: Round Grove Township) là một xã thuộc quận Livingston, tiểu bang Illinois, Hoa Kỳ. Năm 2010, dân số của xã này là 371 người.